# Cremera
El Cremera llatí: Cremera grec antic: Κρεμέρα) és un rierol d'Etrúria que desaigua al Tíber a uns quilòmetres de Roma.
El riu és cèlebre, segons la llegenda que s'explica de la gens Fàbia, que assegura que després que haguessin tingut el càrrec de cònsol per set vegades consecutives, l'any 479 aC van encetar una guerra contra la ciutat de Veïs com si es tractés d'una obligació privada i no un assumpte públic. Van aplegar una milícia d'uns tres-cents homes de la seva gens, juntament amb amics i clients, que en total arribaven als quatre mil soldats. Aquesta milícia es va instal·lar sobre un turó que dominava la vista sobre el riu. La causa d'aquesta decisió, presa a banda del senat, era l'enemistat que havia sorgit entre la resta de patricis i els Fabis, a qui ja començaven a veure com a traïdors per fer costat a les demandes dels plebeus. El destacament armat va restar al turó durant dos anys, fent oposició contínua a Veïs, fins que van ser víctimes d'una emboscada i van morir passats per l'espasa. Segons Titus Livi aquesta matança va tenir lloc el 16 de juliol.
No se'n fa cap altra menció a la història, ni cap dels geògrafs antics cita el seu nom. És evident que no era més que un corrent insignificant. Ovidi diu que el Cremera era un torrent violent (Cremeram rapacem), però afegeix que ho era després de pluges torrencials. El riuet o riera passa per alguns llocs escarpats, a gran fondària, que bé hauria pogut servir com a lloc de defensa als Fabis. El castell dels Fabis, al qual tant Titus Livi com Dionís d'Halicarnàs anomenen Cremera, era només un simple lloc fortificat que va ser destruït pels habitants de Veïs.